# Sloppy Joe's Bar

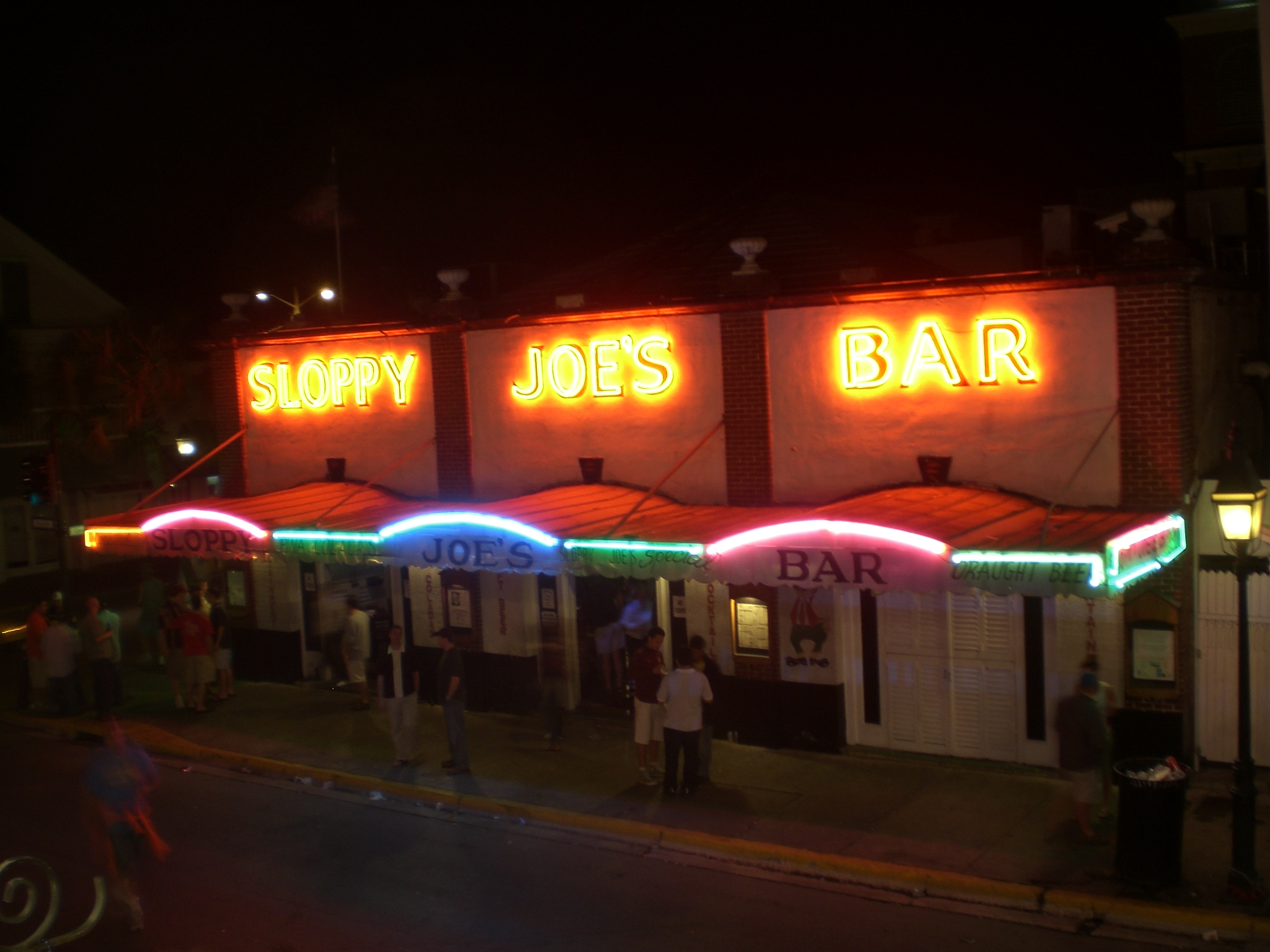
Sloppy Joe's bar

Sloppy Joe's Bar is een historische Amerikaanse bar in Key West in Florida. Het bevindt zich nu aan de noordkant van Duval Street op de hoek van Greene Street, (201 Duval Street). 
Sloppy Joe's bars worden ook op andere locaties uitgebaat, een op Treasure Island in Florida en sinds februari 2010 een in Daytona Beach in Florida.
Sloppy Joe's werd opgericht op 5 december 1933. Een van de beroemdste bezoekers van de bar was Ernest Hemingway.